# Фу Минся
Фу Минся́ (кит. упр. 伏明霞, пиньинь Fú Mingxiá, род. 16 августа 1978 года) — китайская прыгунья в воду, 4-кратная олимпийская чемпионка и двукратная чемпионка мира. 4-кратная олимпийская чемпионка по прыжкам в воду. Самая молодая обладательница титула чемпиона мира за всю историю спорта.

## Спортивная биография
Летом 1990 года 11-летняя Фу победила в прыжках с 10-метровой вышки на Играх доброй воли 1990 года в американском Сиэтле.
В январе 1991 года на чемпионате мира в Перте 12-летняя Фу Минся выиграла золото в прыжках с 10-метровой вышки, опередив советскую прыгунью Елену Мирошину. Это сделало Фу Минся самой юной чемпионкой мира в любом виде спорта за всю историю.

### Олимпиада-1992
На Олимпиаде-1992 в Барселоне 13-летняя Фу Минся (14 лет ей исполнилось лишь через несколько недель после окончания Олимпиады) вновь победила в прыжках с вышки, опередив россиянку Елену Мирошину, и стала самой юной в истории олимпийской чемпионкой из Китая. После этого Международная федерация плавания ввела запрет на участие в крупнейших соревнованиях спортсменов, не достигших 14-летнего возраста. Таким образом, рекорд Фу Минся никому из прыгунов в воду в обозримом будущем покорить не удастся.

### Олимпиада-1996
На Олимпиаде-1996 в Атланте 17-летняя Фу выиграла обе разыгранные золотые медали — в прыжках с трамплина и вышки — и стала трёхкратной олимпийской чемпионкой. На трамплине Фу опередила россиянку Ирину Лашко более чем на 35 баллов, а на вышке выиграла более 40 баллов у немки Анники Вальтер. Китаянка стала первой за 36 лет победительницей и на вышке, и на трамплине.
После Олимпиады в Атланте Фу решила сконцентрироваться на учёбе и изучала экономику в университете Циньхуа. Она вернулась в большой спорт в 1999 году и выиграла две золотые медали на летней Универсиаде-1999 в Пальме-де-Майорке.

### Олимпиада-2000
В 2000 году в Сиднее на своей 3-й Олимпиаде Фу принимала участие только в соревнованиях по прыжкам с трамплина. Личное первенство Фу выиграла на второй Олимпиаде подряд, опередив на 11,61 балла свою соотечественницу 18-летнюю Го Цзинцзин. Во впервые включённых в олимпийскую программу синхронных прыжках китайская пара Фу Минся и Го Цзинцзин уступила россиянкам Вере Ильиной и Юлии Пахалиной, которые в личном первенстве через несколько дней заняли лишь 6-е и 4-е места соответственно. Однако в синхронных прыжках россиянки лидировали с первого же прыжка финала, получив лучшие баллы в 4 из 5 прыжков, и уверенно победили. Интересно, что это были последние на данный момент золотые медали России в женских прыжках в воду. Через 4 года в Афинах Го Цзинцзин с У Минься обойдут в синхронных прыжках с трамплина Ильину и Пахалину, а ещё через 4 года в Пекине та же пара Го Цзинцзин/У Минься оставит вторыми Юлию Пахалину и Анастасию Позднякову.
Таким образом за три Олимпиады Фу Минся приняла участие в 5 видах программы и не сумела победить лишь в синхронных прыжках с трамплина в 2000 году. Тем не менее в Сиднее Фу Минся стала второй женщиной, сумевшей выиграть 4 золотые олимпийские медали в прыжках в воду. До неё такое удалось лишь знаменитой американке Пэт Маккормик, делавшей золотые дубли в 1952 и 1956 годах. Через 8 лет на Олимпиаде в Пекине бывшая напарница Фу Го Цзинцзин сделает золотой дубль на второй Олимпиаде подряд (выиграет и одиночные, и синхронные прыжки с 3-метрового трамплина) и сравняется с Фу по числу олимпийских побед, а по числу медалей даже обойдёт — в 2000 году на счету Го было 2 серебра.
После Олимпиады в Сиднее Фу Минся завершила свою спортивную карьеру в возрасте 22 лет.

## После завершения карьеры
В июле 2002 года 23-летняя Фу Минся вышла замуж за 50-летнего Энтони Леунга, финансового секретаря правительства Гонконга. 26 февраля 2003 года родила дочь, а 12 декабря 2004 года и 25 апреля 2008 года — двух сыновей.
В 2005 году Фу Минся была включена в Международный зал славы плавания.